# Final Fantasy Anthology
 (octobre 2019).
Si vous disposez d'ouvrages ou d'articles de référence ou si vous connaissez des sites web de qualité traitant du thème abordé ici, merci de compléter l'article en donnant les références utiles à sa vérifiabilité et en les liant à la section « Notes et références ».
Final Fantasy Anthology est une compilation regroupant deux jeux de rôle développés à l'origine par Square pour la console Super Nintendo, spécialement retravaillés et améliorés pour la console PlayStation de Sony. On distingue deux versions de cette compilation : la version nord-américaine contient les jeux Final Fantasy V et Final Fantasy VI, alors que la version européenne, intitulée Final Fantasy Anthology Édition Européenne, inclut les jeux Final Fantasy IV et Final Fantasy V. De plus, la version nord-américaine contient un disque audio bonus nommé Music from FFV and FFVI, non présent dans la version européenne. Au Japon, les trois jeux ont été distribués individuellement puis regroupés au sein d'une compilation en édition limitée intitulée Final Fantasy Collection, sortie le 11 mars 1999.

## Développement
La version originale de Final Fantasy V sur Super Nintendo n'était sortie qu'au Japon, même si une version PC, destinée au marché nord-américain (et donc traduite en anglais) avait commencé à être développée, avant d'être finalement annulée. Final Fantasy VI était quant à lui sorti en Amérique du Nord sous le nom de Final Fantasy III, en 1994.

En Europe, ni Final Fantasy IV ni Final Fantasy V (ni même Final Fantasy VI) n'ont été publiés auparavant, même si des projets de traduction réalisés par des amateurs ont permis à ces jeux de se faire connaître par les joueurs.
Les changements apportés dans ces portages, d'un point de vue technique, graphique, sont minimes. Ils comptent cependant de nombreux ajouts non présents dans les versions japonaises (et dans les versions 16-bits), comme des bestiaires, des artworks, ainsi que des cinématiques d'introduction et de fin. Les jeux n'ont été traduits qu'en une seule langue, l'anglais, et ce même pour la version européenne. Il aura fallu attendre les années 2006 et 2007 pour que ces jeux soient traduits dans des langues européennes autres que l'anglais, à l'occasion des rééditions des épisodes 4, 5 et 6 sur Game Boy Advance.

## Accueil
Les critiques se sont surtout focalisées sur les problèmes d'ordre techniques qui accompagnent ces portages de jeux. Les temps de chargements caractéristiques au format CD-ROM utilisé par la PlayStation ont beaucoup été critiqués, alors qu'ils n'existaient pas dans les versions Super Nintendo qui utilisaient des cartouches. Les joueurs devaient attendre 2 à 4 secondes pour faire apparaître le menu. Les transitions entre les combats souffrent aussi de ralentissements.
La version nord-américaine ne comportant pas le jeu Final Fantasy IV, une seconde compilation intitulée Final Fantasy Chronicles est sortie deux ans plus tard en 2001, comportant ce jeu ainsi que Chrono Trigger. Pour l'Europe, le portage sur PlayStation du jeu Final Fantasy VI a été publié séparément le 1er mars 2002 (soit deux mois avant la sortie de la compilation). On a noté des incompatibilités de ces remakes sur les premières consoles PlayStation 2 (aussi bien en Europe qu'en Amérique du Nord), incompatibilités qui ont par la suite été corrigées.
La compilation a connu un certain succès des deux côtés de l'Atlantique. La sortie de la seconde compilation nord-américaine (Final Fantasy Chronicles) en 2001 a contribué à accélérer ce succès. En 2003, Square-Enix a décidé de republier la compilation dans la catégorie "Greatest Hits", qui correspond aux jeux les mieux vendus sur PlayStation.

## Disque bonus
La version nord-américaine contient un disque audio bonus intitulé Music from FFV and FFVI. Ce disque contient une sélection de musiques extraites des albums originaux des jeux (Final Fantasy V Original Sound Version pour les pistes 1 à 9 et Final Fantasy VI Original Sound Version pour les pistes 10 à 22). À noter que ce disque bonus n'est pas compris dans la version "Greatest Hits".
1. "FFV Opening Theme" – 2:37
2. "The Dungeon" – 2:29
3. "We're Pirates!" – 2:07
4. "City Theme" – 2:17
5. "Parting Sorrow" – 2:32
6. "Mambo de Chocobo" – 1:13
7. "Distant Homeland" – 2:42
8. "Music Box Memories" – 1:50
9. "To My Beloved Friend" – 3:55
10. "The Phantom Forest" – 3:17
11. "Phantom Train" – 2:49
12. "Wild West" – 2:17
13. "Kids Run Through The City" – 2:42
14. "Terra" – 3:50
15. "Slam Shuffle" 2:20
16. "Spinach Rag" – 2:13
17. "Johnny C. Bad" – 2:54
18. "Mog" – 1:54
19. "Dark World" – 3:03
20. "Epitaph" – 2:50
21. "The Magic House" – 2:32
22. "The Prelude" – 2:21